# Воймон
Воймон (на шведски: Vojmån) е река в Норвегия (провинция Норлан) и централната част на Швеция (провинция Вестерботен), ляв приток на Онгерманелвен, вливаща се в Ботническия залив на Балтийско море. Дължина 225 km, площ на водосборния басейн 3543 km².

## Географска характеристика
Река Воймон води началото си от малко езеро, разположено на 882 m н.в. в централната част на Скандинавските планини, на територията на Норвегия, провинция Норлан. След около 4 km навлиза в Швеция и в горното си течение има посока изток-югоизток, а в средното и долното – юг-югоизток. Последователно преминава през 12 проточни езера (най-голямо Воймшен – 83 km²) с множество бързеи, прагове и малки водопади между тях. Влива се в югоизточната част на езерото Малгомай (през него протича река Онгерманелвен), на 334 m н.в., при град Вилхелмина.
Водосборният басейн на река Воймон обхваща площ от 3543 km², което представлява 11,12% от водосборния басейн на река Онгерманелвен. Речната ѝ мрежа е двустранно развита, но притоците ѝ са малки и къси, поради тесният и дълъг водосборен басейн. На североизток и югоизток водосборният басейн на Воймон граничи с водосборните басейни на реките Умеелвен, Ереелвен и Ийдеелвен, вливащи се в Ботническия залив на Балтийско море, на югозапад – с водосборните басейни на малки и къси реки леви притоци на Онгерманелвен, а на северозапад – с водосборния басейн на река Вефсна, вливаща се в Норвежко море.
Воймон има снежно-дъждовно подхранване с ясно изразено пролетно-лятно пълноводие и зимно маловодие. Част от водите ѝ се използват за битово и промишлено водоснабдяване и воден туризъм. Селищата разположени по течението ѝ са предимно малки, като най-голямо е град Вилхелмина в устието.